# Pomazání panovníka
Pomazání panovníka je náboženský/církevní obřad panovníkovo přijetí svého úřadu a zároveň symbolizující jeho podřízení se Boží vůli.

## Dějiny

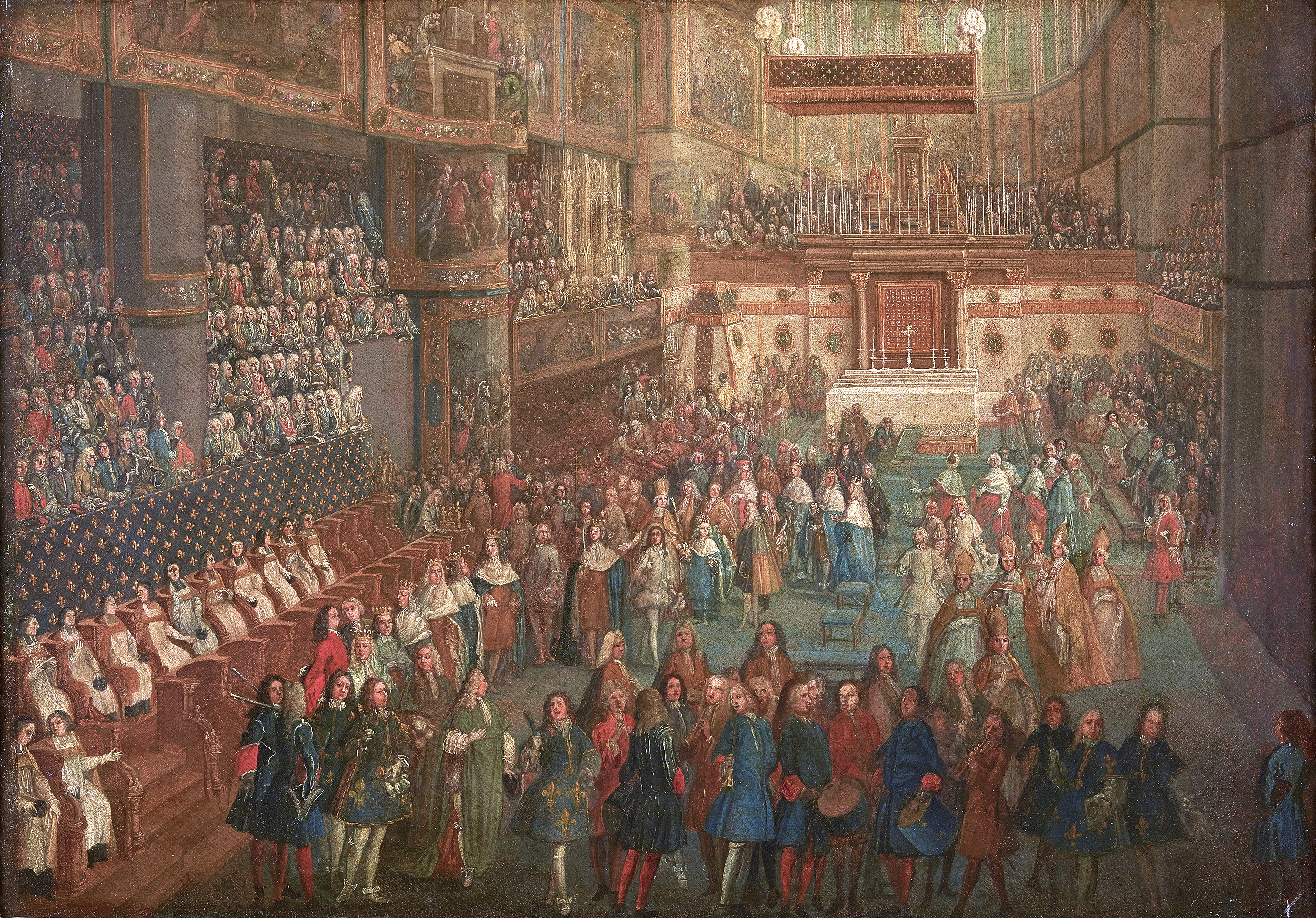
Pomazání mladého Ludvíka XV. na krále Francie.

V křesťanské Evropě to byla karolinská monarchie, kde byl v 7. století při korunovačním obřadu jako první pomazán král.  Tímto obřadem katolická církev artikulovala své propůjčení duchovního souhlasu s panovníkovým nárokem k panování „z Boží milosti“. Ovšem mnoho z merovejských, karolinských a otonských králů a císařů se korunovaci a pomazání vyhnulo.
Pomazání anglických, skotských a také francouzských panovníků bylo prováděno jako nedílná součást rituálu korunovace (sacre ve francouzštině). V dnešní době jsou společně s korunovací pomazáváni jen panovníci Spojeného království a králové Tongy. Pro účely korunovace anglického krále Karla I. v roce 1626 byl svatý olej vyroben ze směsi pomeranče, jasmínu, destilovaných růží, destilované skořice, behenového oleje, výtažku z benzoinu, ambry, pižma a civetonu.

## Pravoslavní panovníci

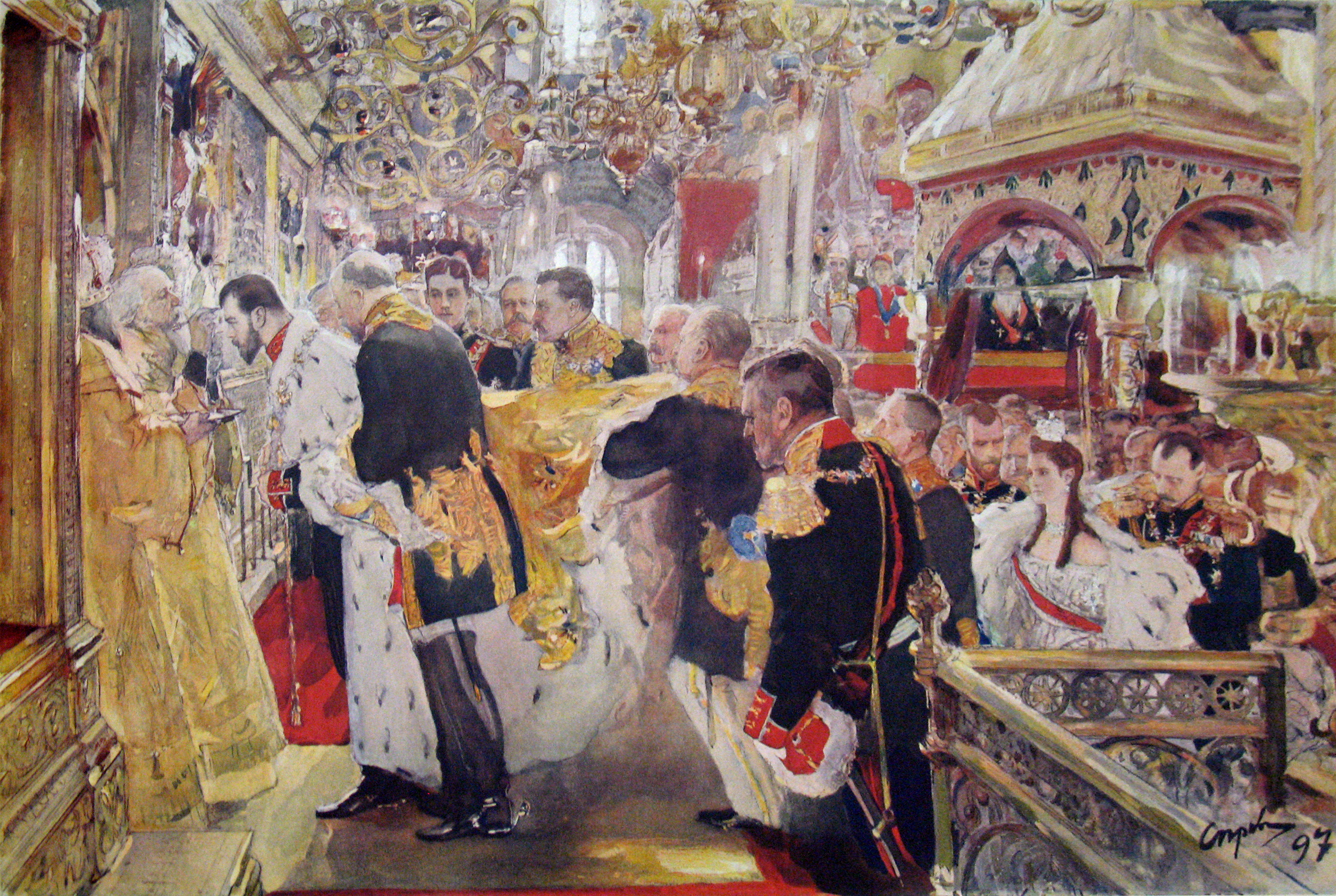
Pomazání cara Mikuláše II. při jeho korunovaci v Uspenském chrámu, 1896 (Tretjakovská galerie, Moskva).

V pravoslaví je pomazání panovníka považováno za Svatou tajinu (svátost). Tento akt byl považován za propůjčení plné moci panovníkovi, z milosti Svatého Ducha, k vykonávání svých povinností určených Bohem a svého úřadu ochrany pravoslavné víry. Myro, které se užívá při myropomazání, se používá též pro pomazání panovníka. V Ruské pravoslavné církvi během korunovace cara se pomazání odehrávalo těsně před udělením Svatého přijímání, krátce před závěrem celého obřadu. Panovník a jeho manžel(ka) byli vedeni k carským vratům (ikonostas) v chrámu, kde byli pomazáni metropolitou. Po pomazání byl již samotný car proveden carskými vraty (tento akt je obvykle vyhrazen biskupům a kněžím, případně novokřtěncům. Ženám je přístup za carská vrata zcela zapovězen) a dostává zde svaté přijímání u nevelkého stolku vedle prestolu, nebo oltáře.

## Historické souvislosti
Shakespeare zachycuje anglický způsob pomazání v Richardovi II.:
Not all the water in the rough rude sea

Can wash the balm off an anointed king.
Ani všechny vody rozbouřených moří

Nemohou smýt posvátný olej pomazaného krále.
To však nemá symbolizovat podřízení panovníka duchovní autoritě a v katolických monarchiích zpravidla není vykonáváno papežem, ale je obvykle jako součást korunovace vyhrazeno nejvyššímu (arci)biskupovi v zemi (obvykle to bývá primas), neboť někdy se již jedná o samotný akt korunovace. Proto při něm použité náčiní může být součástí regálií, jako je tomu např. ve Francouzském království, kdy ampulla (nádoba na olej) a lžíce jsou součástí regálií.
Ve švédském a norském království je tradiční nádobou roh na olej (tvarem odpovídající jak biblické, tak vikingské tradici).